# Aviatorilor (métro de Bucarest)
Aviatoriloren français : « Aviateurs » est une station de métro roumaine de la ligne M2 du métro de Bucarest. Elle est située place Charles-de-Gaulle, dans le quartier Primâverii, secteur 1 de la ville de Bucarest. Elle dessert notamment l'Arcul de Triumf, le parc Herăstrău et le siège de la Televiziunea Română.
Elle est mise en service en 1987.
Exploitée par Metrorex elle est desservie par les rames de la ligne M2 qui circulent quotidiennement entre 5 h 0 et 23 h 0 (heure de départ des terminus). À proximité des arrêts d'autobus sont desservis par de nombreuses lignes.

## Situation sur le réseau
Établie en souterrain, la station Aviatorilor est située sur la ligne M2 du métro de Bucarest, entre les stations Aurel Vlaicu, en direction de Pipera, et Piața Victoriei, en direction de Berceni.

## Histoire
La station « Aviatorilor » est mise en service le 25 octobre 1987, lors de l'ouverture à l'exploitation du tronçon, long de 8,72 kilomètres, de Piața Unirii 2 à Pipera.

## Service des voyageurs

### Accueil
La station dispose de deux bouches au nord et au sud de la place Charles-de-Gaulle sur le boulevard Aviatorilor. Des escaliers, ou des ascenseurs pour les personnes à mobilité réduite, permettent de rejoindre la salle des guichets et des automates pour l'achat des titres de transport (un ticket est utilisable pour un voyage sur l'ensemble du réseau métropolitain).

### Desserte
À la station Aviatorilor la desserte quotidienne débute avec le passage de la première rame, partie du terminus le plus proche à 5 h 0 et se termine avec le passage de la dernière rame, partie du terminus le plus éloigné à 23 h 0.

### Intermodalité
Des arrêts de bus sur la Calea Dorobanților sont desservis par les lignes 131, 282, 301, 330, 331 bis, 331 et 335.